# Dicranoglossum desvauxii
Dicranoglossum desvauxii là một loài thực vật có mạch trong họ Polypodiaceae. Loài này được (Klotzsch) Proctor miêu tả khoa học đầu tiên năm 1961.